# Santana do Cariri
Santana do Cariri é um município do estado do Ceará, Brasil. Localiza-se na Região Imediata e Intermediária de Juazeiro do Norte, bem como na Região de influência de Juazeiro do Norte. O município tem 807 km². Estima-se que em 2021 sua população tenha chegado a 17.170 habitantes segundo o IBGE.  Possui o título de "Capital Cearense da Paleontologia".

## História
Chamou-se primitivamente Brejo Grande, local habitado pela tribo nativa dos guerreiros denominados Buxixés, Tapuias que dominavam , além do Araripe terras limítrofes de Pernambuco. Suas origens remontam ao final do Século XVII, quando os irmãos João Alves Feitosa e José Cavalcante, procedentes da Casa da Torre (Bahia), requereram e obtiveram terras nas margens do Riacho Brejo Grande. Diante das condições geologicamente favoráveis, não somente com relação à pecuária, mas sobretudo à agricultura, houve rápido desenvolvimento do reduto, atraindo novos moradores para a região, com o afluxo de moradores, foi erigida uma capela sob a invocação de Senhora Santana, no mesmo local da atual Matriz. Dessa pioneira convergência nasceria o arraial e o povoamento adjacente, formando-se rápido estágio de florescimento.
A elevação do arraial à categoria de Vila ocorreu segundo Lei Provincial nº 2096, de 26 de Novembro de 1885. A elevação à categoria de município ocorreu 20 de dezembro de 1938, ainda, com o nome de Santonópole', sob a forma do Decreto-Lei nº 448. Atualmente tem seis distritos: Santana do Cariri (Sede) Dom Leme (1987), Brejo Grande (1912), Anjinhos (1963), Araporanga (1938) e Pontal da Santana Cruz (1990) e dois bairros: Santana do Cariri (sede) e Inhumas (se torna bairro em 2014 pela lei municipal n° 737). 

## Toponímia
Santana do Cariri também já foi chamada de Brejo Grande, Santana do Araripe, Santana do Cariry, Santanópole e finalmente voltou à denominação tradicional em 22 de Novembro de 1951, chamando-se Santana do Cariri.

## Geografia

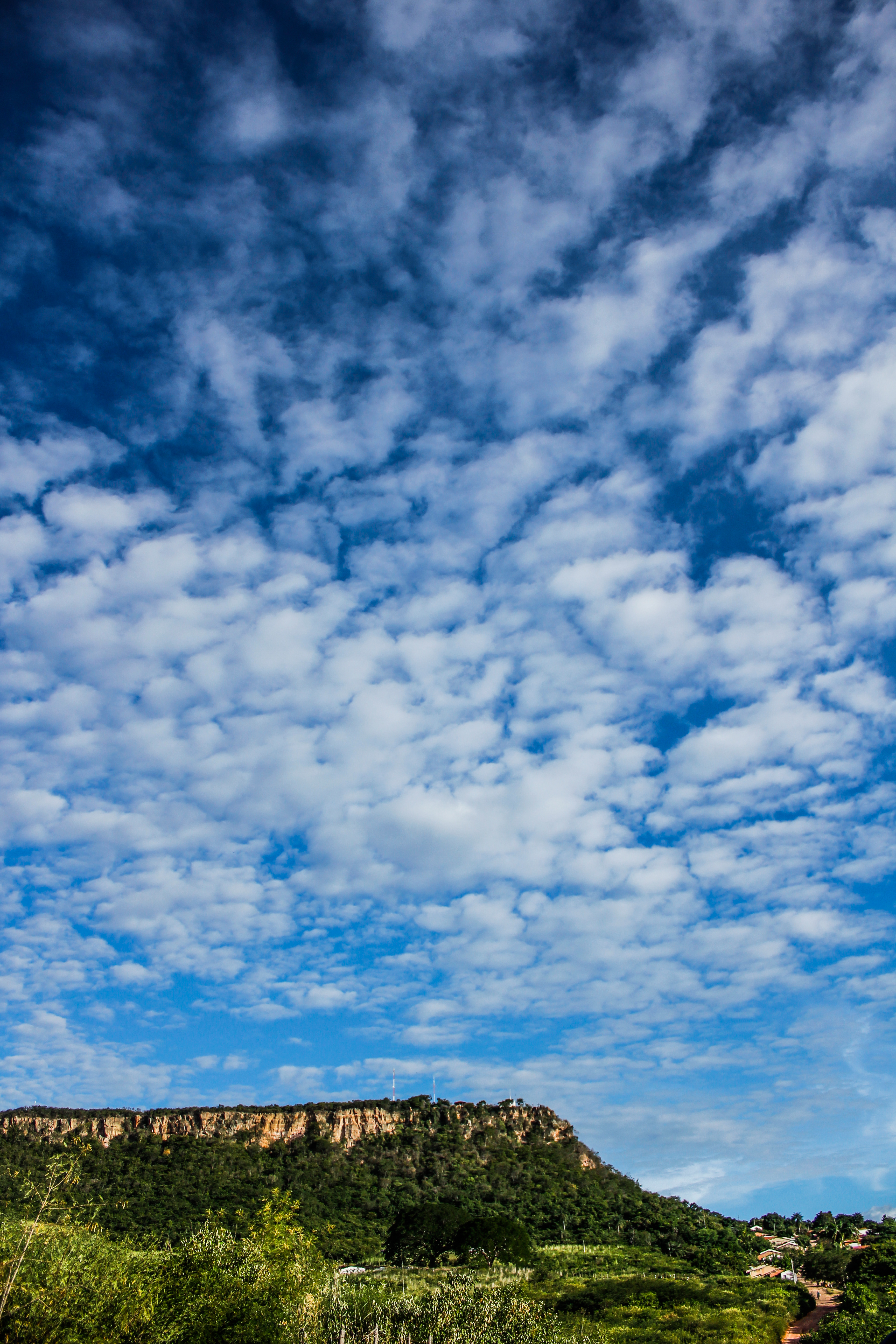
Vista da Chapada do Araripe em Santana do Cariri

### Vegetação
A vegetação do município compreende desde floresta subcaducifólia tropical xeromorfa, Carrasco, Floresta subcaducifólia tropical pluvial até Floresta subcaducifólia tropical plúvio- nebular.

### Clima
O clima vai de tropical quente semiárido brando até tropical quente subúmido. Seu período chuvoso ocorre geralmente entre janeiro e maio.

## Demografia
De acordo com o censo do ano de 2010 do IBGE, o município de Santana do Cariri tinha então 17 726 habitantes, sendo o 119º mais populoso do Ceará, com a densidade demográfica de 20,07 hab/km². Deste total de indivíduos, 50,32% (8.640) eram homens e 49,68% (8.530) mulheres. A taxa de mortalidade infantil era de 28,48 para cada 1000 nascidos vivos.
Santana subiu da 4371ª posição no IDH-M em 2000 com IDH-M de 0,424 para a 3866ª posição em 2010 com IDH de 0,612, saltando quase quinhentas posições no ranking nacional, o que demonstra desenvolvimento.

## Cultura
O município tem como símbolo religioso Senhora Santana, bem como a jovem Benigna Cardoso da Silva, mais conhecida como heroína da castidade. Abriga 19 escolas municipais públicas, 2 (duas) escolas privadas e 1 escola estadual.
O município possui sítio arqueológico (arte rupestre brasileira) de interesse histórico e turístico. Santana do Cariri destaca-se também pelo comércio de produtos feitos manualmente na Associação Santanense de Apoio ao Artesão. Os turistas podem comprar artesanato típico feito em renda, bordado, couro, cerâmica e pintura. Na gastronomia, destaque para a galinha à cabidela e baião-de-dois com pequi.
Destaca-se por possuir um vasto sítio paleontológico, onde já foram descobertas várias espécies de animais extintos. Abriga o Museu de Paleontologia da Universidade Regional do Cariri, o Casarão Cultural Felinto da Cruz Neves e Generosa Amélia da Cruz 1ª mulher prefeita de Santana, 1ª do Ceará e 2ª do Brasil. Igreja matriz de Senhora Sant'Ana" centenária e em estilo neo clássico, Pontal da Santa Cruz a 750m de Altitude acima do nível do mar com mirante e restaurante na Chapada do Araripe.

### Prédios e marcos históricos

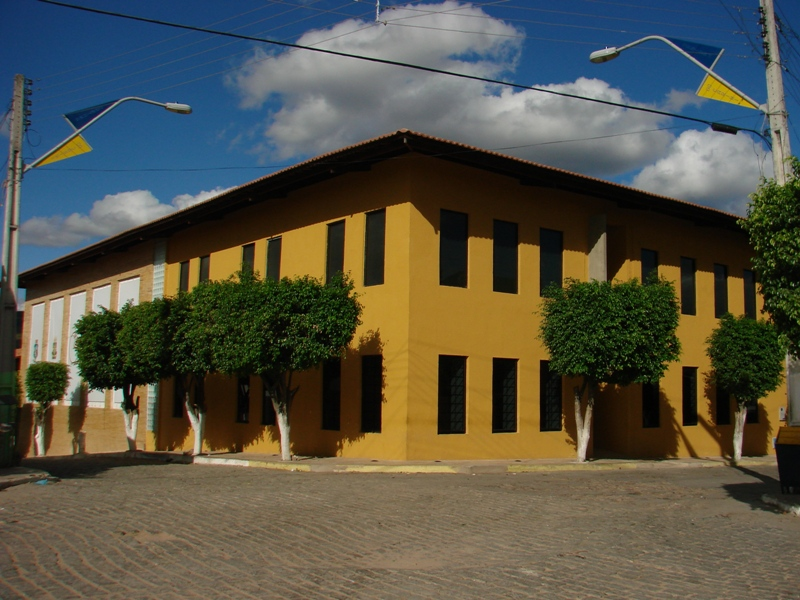
Museu de Paleontologia de Santana do Cariri

- Museu de Paleontologia da Universidade Regional do Cariri
- Igreja Matriz de Nossa Senhora Santana
- Casarão (Museu Histórico) do Coronel Felinto Cruz
- Cruzeiro do Pontal

### Calendário de eventos cívicos e populares
- 16 a 26 de Julho: Festa de Nossa Senhora Santana. São dez dias de comemorações religiosas e populares, que se inicia com o cortejo folclórico-cultural, milhares de devotos conduzindo o Pau da Bandeira de Inhumas até a matriz de Senhora Santana, acompanhados de grupos folclóricos e banda de música, numa manifestação sacro-profana. Dando-se continuidade nos dias seguintes, o novenário em louvor de Santa Ana. No calçadão, acontecem as festas populares com apresentação de bandas, artistas populares, shows, exposições, retretas, leilões, bingos; nas barracas: comidas e bebidas típicas e artesanatos. O encerramento se faz com a grande procissão da padroeira com participação de milhares de fiéis.

- Junho: Festa de Quadrilhas e Grande Vaquejada de Santana do Cariri. Missa benção dos chapéus, desfile e escolha da rainha, durante os três dias de disputa entre várias duplas de vaqueiros na derruba de bois. Festas dançantes que marcam a grande presença do Público.

- 21 a 25 de Novembro: Semana do Município. Semana festiva, na qual se comemora o aniversário do município, onde são realizadas atividades artístico-culturais envolvendo a comunidade urbana e rural: competições desportivas, shows com artistas populares, festivais de talentos, apresentações culturais, festas dançantes, retretas, mostra de turismo e artesanato, show pirotécnico.

## Política
O poder executivo atualmente é representado pelo prefeito Samuel Cidade Werton, o vice-prefeito João Cabral eleitos em 2020 e suas secretarias. O poder legislativo é representado pela câmara municipal, formada por 11 vereadores, sendo atualmente Raimundo Ivanildo o presidente da câmara. Santana tem uma zona eleitoral a zona 53ª do Ceará, com um total de 13.719 eleitores, segundo dados do Tribunal Superior Eleitoral (TSE) de novembro de 2022.